# Hiddenhausen (Ortsteil)
Hiddenhausen ist ein nordwestlicher Ortsteil der gleichnamigen Gemeinde Hiddenhausen im ostwestfälischen Kreis Herford.  Bis Ende 1968 war Hiddenhausen eine selbstständige Gemeinde im Amt Hiddenhausen. Hiddenhausen ist mit 2457 Einwohnern (Stand: 2021) der zweitkleinste Ortsteil der Gemeinde Hiddenhausen. Hiddenhausen ist außerdem nicht Verwaltungssitz der Gemeinde Hiddenhausen.
Folgende Tabelle zeigt die Bevölkerungsentwicklung des Ortsteils bzw. der Altgemeinde Hiddenhausen:
| Jahr | Einwohner |
| ---- | --------- |
| 1885 | 899       |
| 1925 | 1533      |
| 1933 | 1708      |
| 1939 | 1814      |
| 1961 | 2461      |
| 2004 | 2755      |
| 2014 | 2550      |
| 2015 | 2531      |